# Moto G
Motorola Moto G — линейка смартфонов на базе Android, производящаяся и разработанная компанией Motorola Mobility. Первое поколение представлено 13 ноября 2013 года.
Второе поколение представлено 5 сентября 2014 года.

## Первое поколение (характеристики)
Диагональ экрана составляет 4,5 дюйма, вес смартфона составляет 143 грамма, разрешение экрана HD (1280х720).
Процессор Snapdragon 400. Телефон выполнен из пластика, передняя панель покрыта стеклом Gorilla Glass 3, задняя крышка выполнена из софт-тач пластика. Основная камера — 5 mp, фронтальная — 1,3 mp.

## Второе поколение (характеристики)
Диагональ экрана составляет 4.5 дюйма, вес смартфона составляет 149 граммов, разрешение экрана HD (1280х720).
Процессор Snapdragon 400. Телефон выполнен из пластика, передняя панель покрыта стеклом Gorilla Glass 3, задняя крышка выполнена из софт-тач пластика. Основная камера — 8 mp, фронтальная —  2 mp.

## Версии Android
Самая последняя версия Android на данный момент — 5.0.1 Lollipop. Обновлён до Android 5.0 Lollipop, GPE официально получил обновление до Android 5.1.
Moto G (2014) начал получать Android 5.0 Lollipop 7 ноября 2014 года
Поддерживается установка неофициальных прошивок с новыми версиями Android, например, CyanogenMod 13.